# 吉岡基
吉岡 基（よしおか もとい、1958年12月 - ）は、日本の海洋生物学者。

## 略歴
1982年に東京大学農学部水産学科を卒業。1991年に東京大学大学院農学系研究科博士課程を修了、農学博士の学位を取得。国立科学博物館動物研究部、財団法人日本鯨類研究所などで鯨類の調査・研究活動に関わり、イルカ類の混獲問題に絡み、北太平洋漁業国際委員会科学委員会、国際捕鯨委員会科学委員会に出席。日本学術振興会特別研究員などを経て、1994年三重大学生物資源学部助教授。2006年から三重大学大学院生物資源学研究科 生物圏生命科学専攻教授。鯨類の繁殖生理学に関する基礎的研究および国内初のイルカの人工授精の成功（日米の水族館との共同研究）で日本水産学会奨励賞、日本動物園水族館協会古賀賞受賞。

## 人物
1958年12月生まれ。三重大学理事（研究・情報担当）・副学長。

## 著書
- 吉岡基; 亀崎直樹 (2000), 林良博, 武内和彦編集, ed., イルカとウミガメ : 海を旅する動物のいま, 4, 岩波書店, ISBN 4000067249
- 笠松不二男; 宮下富夫; 吉岡基; 本山賢司 (2009), 鯨とイルカのフィールドガイド (新版 ed.), 東京大学出版会, ISBN 9784130633291

## 論文
- 国立情報学研究所収録論文 国立情報学研究所
- 銭谷亮子; 吉岡基 (1990), “全国で相次ぐ鯨類の座礁・漂着--ストランディングの記録 (ウオッチ・クジラウオッチ<特集>)”, 科学朝日 (朝日新聞社) 50 (9):  110-111, ISSN 03684741